# Bikine (rivière)
Pour la ville, voir Bikine.
La Bikine (en russe : Бикин) est une rivière russe d'une longueur de 560 km qui coule dans le kraï du Primorié et le kraï de Khabarovsk. Elle est un affluent de l'Oussouri dans le bassin de l'Amour.
La « Vallée de la rivière Bikine » est inscrite au patrimoine mondial de l'UNESCO en 2018, comme extension du site « Sikhote-Aline central ».

## Source de la traduction
- (de) Cet article est partiellement ou en totalité issu de l’article de Wikipédia en allemand intitulé « Bikin (Fluss) » (voir la liste des auteurs).